# Manifattura Tosi
La Manifattura Tosi & C. è stata un'azienda tessile con sede a Busto Arsizio.

## Storia
Il giovane Roberto Tosi (1850-1911), non ancora ventenne, fondò l'azienda Agostino Tosi & C. che aveva sede a Busto Arsizio, in via San Michele, proprio di fronte all'omonima chiesa.
Nel 1888, dopo aver rilevato gli stabilimenti della Ditta Turati a Busto Arsizio (tessitura), situata in corso XX Settembre all'angolo con l'attuale viale Duca d'Aosta, e a Castellanza (tintoria), la ragione sociale si trasformò e sorse la Manifattura Tosi & C., la cui sede venne fissata in via XX Settembre, 33. Successivamente, vista la costante crescita dell'azienda, dal 1898 assunse la denominazione Società Anonima Manifattura Tosi.
Con il passare degli anni nuovi stabilimenti vennero aperti, fino ad arrivare a un totale di cinque complessi, tutti dotati di un macchinario imponente e molto innovativo per l'epoca. Alla morte di Roberto Tosi gli stabilimenti erano quelli di tessitura (con 874 telai) e di tintoria a Busto Arsizio e di Vittuone; altri due di candeggio e tintoria a Castellanza e un impianto di filatura e di ritorcitura a Novara.
Nel 1913 la Manifattura dava lavoro a circa 2000 operai e occupava una superficie di 225 000 m². Il ritmo della produzione rallentò durante la seconda guerra mondiale, quando la produzione era dedicata esclusivamente alle forniture militari. Nel dopoguerra gli stabilimenti furono interamente rinnovati e nel 1929 l'azienda occupava oltre 2400 operai.
Tra i Paesi in cui la Manifattura Tosi esportava i suoi prodotti c'erano Siria, Turchia, Bulgaria, Regno Unito, Francia, Germania, Paesi Bassi e Sudamerica.
Alla fine degli anni settanta l'azienda fallì e cessò l'attività. La villa che fu sede della manifattura, negli anni successivi ospitò le aule del liceo artistico Paolo Candiani, successivamente trasferitosi in altra sede in zona più centrale a Busto Arsizio.